# Эйнсли (Канберра)

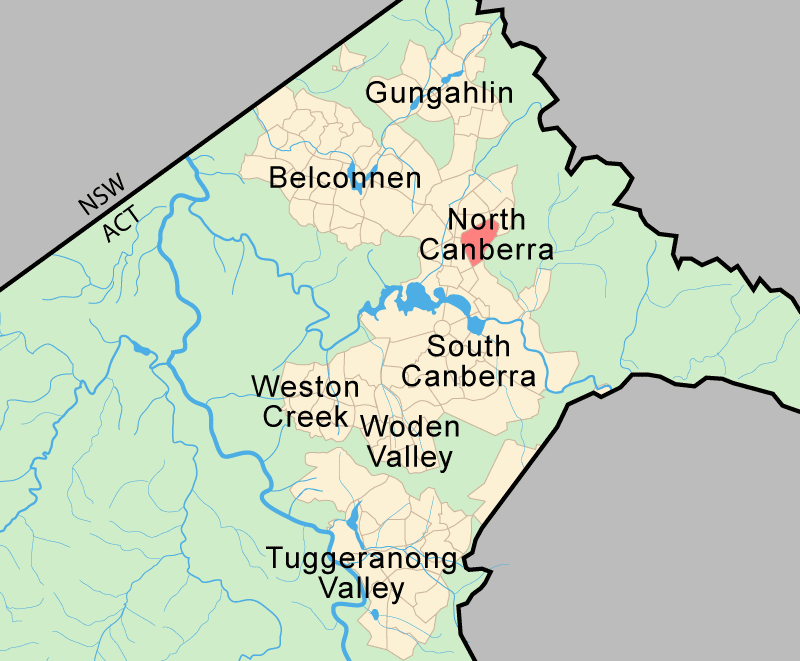
Расположение района Эйнсли

Эйнсли (англ. Ainslie) — зелёный район в округе Северная Канберра города Канберра, столицы Австралии.
Основан в 1928 году. Почтовый код 2602. Занимает территорию на северо-востоке от центра города. Ограничен авеню Лаймстоун и авеню Мэйджюра с запада и севера, авеню Филлип с северо-востока и недостроенными шоссе Уолсели и Моунэш с юга и востока.
Население Эйнсли по данным переписи 2006 года составляет 4815 человек. В районе насчитывается 2098 частных домовладения.
Эйнсли расположен на расстоянии шаговой доступности от центра города, зоны отдыха горы Эйнсли, Австралийского военного мемориала и ресторанов района Диксон. Комбинация центрального расположения, множества исторических зданий и обилия зеленых насаждений делает Эйнсли одним из наиболее престижных районов Канберры.

## Этимология названия
Район назван в честь Джеймса Эйнсли, первого управляющего имения Дантрун в Канберре, который был нанят Робертом Кэмпбеллом в 1825 году для выпаса стада баранов к югу от Бэйферста, «пока не найдет подходящей земли». Эйнсли выбрал Лаймстоун Плейнс в районе нынешней Канберры и был там управляющим в течение 10 лет, пока не вернулся в Шотландию.

## История
Район основан в 1928 году. Улицы Эйнсли названы в честь первопроходцев и законодателей. В районе расположено большое количество имеющих историческое значение зданий, в основном сконцентрированных в трех кварталах: Альт Кресцент (1920-е годы), Корробори Парк (также 1920-е годы) и Вэйкфилд Гарденс (1930-е годы). Эти кварталы были внесены в список исторического наследия Австралийской столичной территории в 2004 году.

## Планировка
Для района характерны зеленые улицы, индивидуальные жилые дома и деревенская атмосфера вокруг множества небольших парков. Небольшие многоквартирные дома расположены на юге района. В последние годы Эйнсли развивался в направлении увеличения плотности заселения, как в форме строительства таун-хаусов (где два дома размещаются в блоке, в котором ранее был расположен один дом), так и в форме многоквартирных домов среднего размера, в частности, в примыкающих к авеню Лаймстоун частях улиц Коупер и Ангус, а также на месте бывшей сервисной станции около магазинов Эйнсли.

## Достопримечательности
Местные магазины расположены в центре района. В Эйнсли имеется дошкольное учреждение Бэйкер Гарденс, клуб по австралийскому футболу Эйнсли, пожарная станция Эйнсли, обслуживающая Северную Канберру. Начальная школа Северного Эйнсли расположена на территории района, однако школа Эйнсли, одна из старейших в Канберре, расположена в районе Брэддон на западной стороне авеню Лаймстоун. Деревня Эйнсли, государственный центр для проживания инвалидов, также расположен в соседнем районе Кэмпбелл.
Жители Эйнсли могут пешком подняться на гору Эйнсли, на вершину которой ведут легкая мощёная дорожка, а также «козлиная тропа» напрямую по склону холма. Кенгуру спускаются с горы по ночам, чтобы поесть траву на газонах перед домами.
Англиканская каменная Церковь всех святых, построенная в 1860-х годах, расположена на улице Ковпер. Первоначально использовалась как железнодорожный вокзал около кладбища Роквуд в Сиднее. Перевезена в Канберру в 1957 году.

## Места отдыха

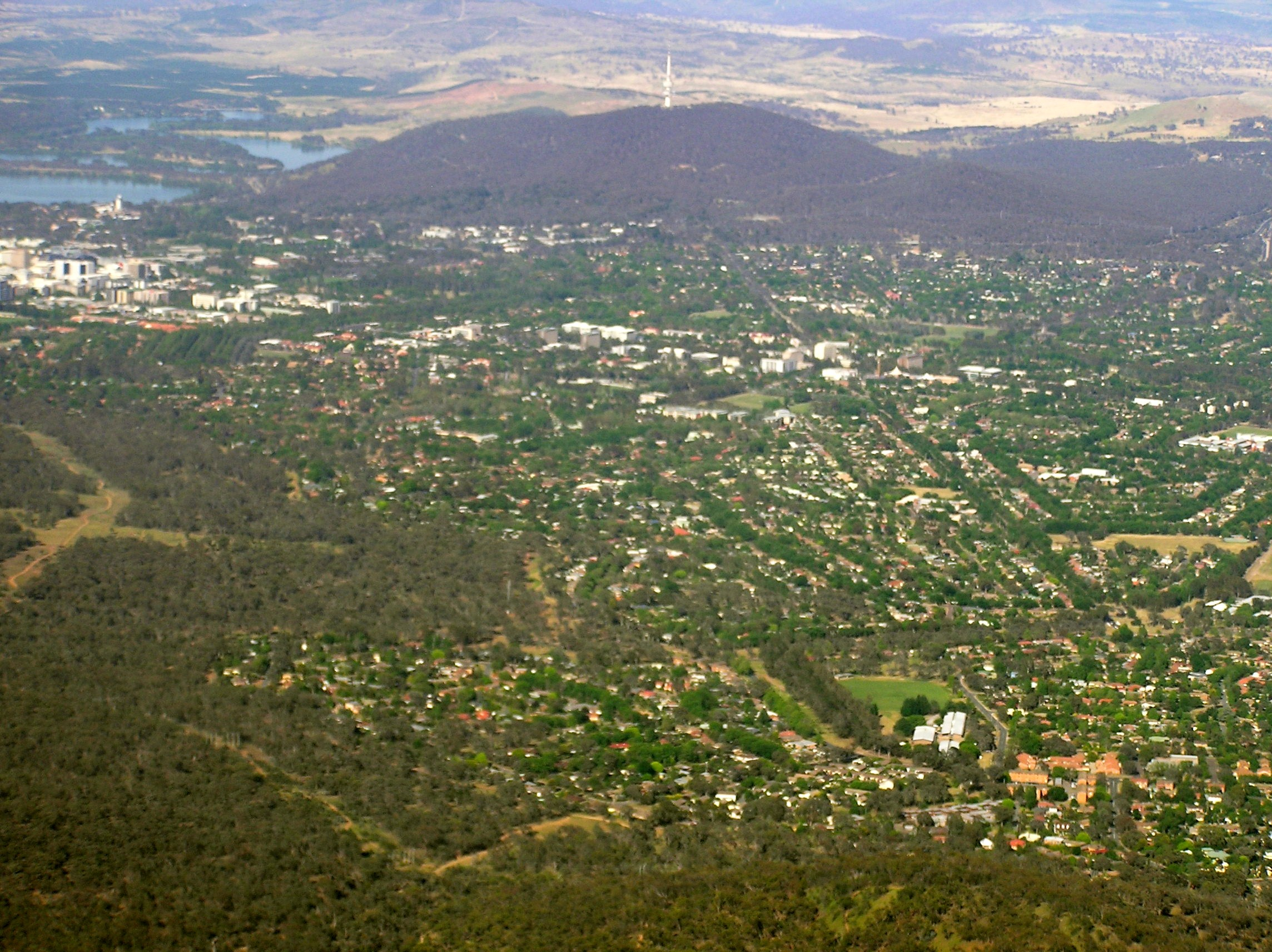
Вид на район с востока. Гора Эйнсли слева.

В Эйсли имеется ряд парков и открытых площадок.
- Парк Корробори является крупным общественным парком, имеющим общественный зал и несколько спортивных объектов (теннисные корты и баскетбольная площадка).
- Несколько стадионов, один из которых принадлежит одноимённому клубу по австралийскому футболу.
- Начальная школа Северного Эйнсли имеет собственный стадион.
- Теннисный клуб Эйнсли, примыкающий к парку Корробори.